# Георги Каназирски
Георги Петров Каназирски е български военен.

## Биография
Георги Каназирски е роден на 8 септември 1873 г. в Пловдив. Служи във 2-ра кавалерийска дивизия, 2-ра конна бригада и 6-и конен полк.
През 1912 година Каназирски живее в София. В Балканската война като капитан служи в 1 рота на 8 костурска дружина и командва 4 битолска дружина на Македоно-одринското опълчение. На 14 юли 1913 година е произведен в чин майор.
Умира в 1948 година в София.

## Военни звания
- Подпоручик (1895)
- Поручик (1899)
- Капитан (1905)
- Майор (14 юли 1913)